# Чон Джин Сон
Чон Джин Сон (кор. 정진선?, 鄭鎭善?, р.24 января 1984) — южнокорейский фехтовальщик на шпагах, чемпион Азии и Азиатских игр, призёр чемпионатов мира и Олимпийских игр.
Родился в 1984 году в Хвасоне провинции Кёнгидо. В 2006 году стал обладателем золотой медали Азиатских игр. В 2008 году принял участие в Олимпийских играх в Пекине, где занял 5-е место в личном зачёте, и 8-е — в командном. В 2010 году вновь стал обладателем золотой медали Азиатских игр. В 2012 году стал чемпионом Азии, а на Олимпийских играх в Лондоне завоевал бронзовую медаль. В 2014 году стал чемпионом Азии, серебряным призёром чемпионата мира и обладателем двух золотых медалей Азиатских игр.